# Juro remuneratório
Juros remuneratórios, ou juros compensatórios são juros devidos negocialmente como compensação ou remuneração do capital, ou extranegocialmente, como parcela que completa o valor da reparação em objéto.
Os Juros Remuneratórios de um contrato é um valor que se paga pelo cliente à instituição financeira, com o objetivo de se remunerar o dinheiro emprestado durante o período da contratação. Diferem-se, portanto, dos Juros de Mora, que é o valor cobrado pela inadimplência do pagamento daquela prestação.
A cobrança dos Juros Remuneratórios, em si, não é ilegal, e de regra, o judiciário tem entendido que os juros contratados, mesmo que acima de 12% ao ano não são abusivos. Todavia, considera-se abusiva uma taxa de juros de um contrato sempre que ela estiver acima da taxa de juros média praticada no mercado para a mesma espécie de contrato.
Acerca do tema existe a súmula 382 do STJ que versa o seguinte: "A estipulação de juros remuneratórios superiores a 12% ao ano, por si só, não indica abusividade."
O Banco Central do Brasil – BACEN publica em seu site as taxas médias de juros utilizadas pelo mercado, assim, poderemos verificar em um contrato de financiamento, por exemplo, se estão lhe cobrando valores muito acima, o que poderá caracterizar a abusividade na cobrança.
STJ, 2ª Seção, REsp 1061530 (22/10/2008): É admitida a revisão das taxas de juros remuneratórios em situação excepcionais, desde que caracterizada a relação de consumo e que a abusividade fique cabalmente demonstrada, ante às peculiaridades do caso concreto.